# Чугујев
Чугујев (укр. Чугуїв) град је у Украјини, у Харковској области. Према процени из 2024. у граду је живело 30.000 становника.

## Становништво
Према процени, у граду је 2012. живело 32.327 становника.
| 1979.  | 1989.  | 2001.  | 2012.  |
| ------ | ------ | ------ | ------ |
| 32.128 | 36.543 | 36.789 | 32.327 |

## Назив града
Град је добио име по градини која се налазила на том месту а за име постоје две опције; именовано је по куманском хану Чугају или да је поименовано по чуги (татарско име за кафтан).

## Знаменити становници
- Иља Рјепин (1840–1933), руски сликар и вајар.
- Сигрид Шауман (1877–1979), финска уметница и ликовна критичарка.

## Партнерски градови
- Стари Сонч
- Козјењице